# Muhalhil
Muhalhil (arabe : المهلهل) est un poète arabe préislamique mort vers 531 après la Guerre de Basous. 
Son vrai nom est Adî Ibn Rabî'a (arabe : عديّ بن ربيعة), de la tribu de Taghlib, c'est le frère de Kulayb Wâ'il Ibn Rabî'a, dont le meurtre est à l'origine de la Guerre de Basous entre Bakr et Taghlib. Il passe aussi pour être l'oncle maternel d'Imrou'l Qays, et pour l'avoir initié à la poésie. Il est le grand-père du poète Amr Ibn Kulthûm.
Il est surnommé "al-Muhalhil", "Celui qui tisse avec légèreté" pour l'excellence de sa poésie, comparable à un tissu très léger. La légende fait de lui l'inventeur de la qasida, l'ode fondamentale de la poésie arabe. Du petit nombre de ses vers qui nous sont parvenus, on retient surtout ses élégies pour son frère Kulayb et la qasida adressée à sa tribu pour les pousser au combat pendant la bataille de Qidda remportée par les Bakr, la tribu ennemie.
Il meurt vers 531, après avoir été fait prisonnier par Awf Ibn Mâlik au retour du Yémen.